# Grand prix de philosophie
Le Grand prix de philosophie est un prix annuel créé en 1987 et décerné par l'Académie française.

## Liste des lauréats

### Années 1980
- 1987 - Jacques Ruffié pour l'ensemble de son œuvre
- 1988 - Non décerné
- 1989 - René-Jean Dupuy pour La Clôture du système international ou La Cité terrestre

### Années 1990
- 1990 - Emmanuel Levinas pour l'ensemble de son œuvre
- 1991 - Paul Ricœur pour Soi-même comme un autre et l'ensemble de son œuvre
- 1992 - Jean-Luc Marion pour l'ensemble de son œuvre
- 1993 - Isabelle Stengers pour l'ensemble de son œuvre
- 1994 - Gilles Deleuze pour l'ensemble de son œuvre
- 1996 - René Girard pour l'ensemble de son œuvre
- 1998 - Adolphe Gesché pour l'ensemble de son œuvre Dieu pour penser (Éditions du Cerf)
- 1999 - Pierre Hadot pour l'ensemble de son œuvre

### Années 2000
- 2000 - Gustave Thibon pour l'ensemble de son œuvre
- 2001 - Pierre Magnard pour Questions à l'humanisme et l'ensemble de son œuvre
- 2002 - Per Aage Brandt pour l'ensemble de son œuvre
- 2003 - Jean-François Marquet pour l'ensemble de son œuvre (Vrin)
- 2004 - Charles Larmore pour Les pratiques du moi (PUF)
- 2005 - Vincent Descombes pour Le Complément de sujet (Gallimard)
- 2006 - Roland Meynet pour L'Évangile de Luc (Lethielleux)
- 2007 - Gilles Dowek pour Les Métamorphoses du calcul. Une étonnante histoire de mathématiques (Le Pommier)
- 2008 - Olivier Boulnois pour Au-delà de l'image. Une archéologie du visuel au Moyen Âge (Seuil) et l'ensemble de son œuvre
- 2009 - Rémi Brague pour l'ensemble de son œuvre (La Transparence)

### Années 2010
- 2010 - Vincent Carraud pour l'ensemble de son œuvre
- 2011 - François Jullien pour l'ensemble de son œuvre
- 2012 - Barbara Cassin pour l'ensemble de son œuvre
- 2013 - Jean-François Courtine pour l'ensemble de son œuvre
- 2014 - Renaud Barbaras pour l'ensemble de son œuvre
- 2015 - Alain de Libera pour l'ensemble de son œuvre
- 2016 - Jean Vioulac pour l'ensemble de son œuvre
- 2017 - Christian Jambet pour l'ensemble de son œuvre
- 2018 - Didier Franck pour l'ensemble de son œuvre.
- 2019 - Jacques Bouveresse pour l'ensemble de son œuvre.

### Années 2020
- 2020 - Claude Romano pour l'ensemble de son œuvre.
- 2021 - Emmanuel Housset pour l'ensemble de son œuvre.
- 2022 - Anca Vasiliu pour l'ensemble de son œuvre.
- 2023 - Françoise Dastur pour l'ensemble de son œuvre.
- 2024 - Ruedi Imbach pour l'ensemble de son œuvre.
- 2025 - Jocelyn Benoist pour l'ensemble de son œuvre.